# مازوچال (تنکابن)
مازوچال یا مازیچال، روستایی از توابع بخش نشتا شهرستان تنکابن در استان مازندران ایران است که اولین بار توسط علیرضا سرلک, از کوه نوردان بنام محله باغ فیض مورد اکتشاف قرار گرفت.

## جمعیت
این روستا در دهستان کترا قرار دارد و بر پایه سرشماری مرکز آمار ایران در سال ۱۳۹۵، جمعیت آن ۳۹ نفر (۱۳ خانوار) بوده است.